# Unione Volley Montecchio Maggiore 2020-2021
Questa voce raccoglie le informazioni riguardanti l'Unione Volley Montecchio Maggiore nelle competizioni ufficiali della stagione 2020-2021.

## Organigramma societario
Area direttiva
- Presidente: Carla Burato

Area tecnica
- Allenatore: Alessio Simone (fino al 10 febbraio 2021), Mario Fangareggi (dall'11 febbraio 2021)
- Allenatore in seconda: Giacomo Antoniazzi

## Rosa
| N° | Nome                | Ruolo | Data di nascita   | Squadra |
| -- | ------------------- | ----- | ----------------- | ------- |
| 1  | Laura Bovo          | C     | 15 maggio 1996    | Italia  |
| 2  | Valeria Battista    | S     | 23 gennaio 2001   | Italia  |
| 3  | Isabella Monaco     | S     | 24 settembre 2001 | Italia  |
| 5  | Clara Canton        | S     | 16 aprile 1998    | Italia  |
| 6  | Linda Mangani       | O     | 16 febbraio 2000  | Italia  |
| 7  | Clarissa Covino     | S     | 28 ottobre 2001   | Italia  |
| 8  | Chiara Scacchetti   | P     | 10 dicembre 1995  | Italia  |
| 10 | Lucia Imperiali     | L     | 5 maggio 1999     | Italia  |
| 11 | Benedetta Bartolini | C     | 5 marzo 1999      | Italia  |
| 12 | Giulia Bastianello  | S     | 27 dicembre 2002  | Italia  |
| 13 | Margherita Brandi   | C     | 18 ottobre 2002   | Italia  |
| 16 | Margherita Rosso    | P     | 18 luglio 1995    | Italia  |
| 18 | Emma Cagnin         | S     | 26 giugno 2002    | Italia  |

## Risultati

### Serie A2

#### Girone di andata
| 1ª giornata - 20 settembre 2020 PalaCollodi, Montecchio Maggiore                | Montecchio Maggiore | 2 - 3 | Cutrofiano           | 25-22, 28-26, 23-25, 23-25, 8-15 |
| 2ª giornata - 27 settembre 2020 PalaDionigi, Vallefoglia                        | Megavolley          | 3 - 0 | Montecchio Maggiore  | 25-21, 25-23, 25-23              |
| 3ª giornata - 4 ottobre 2020 PalaCollodi, Montecchio Maggiore                   | Montecchio Maggiore | 1 - 3 | Talmassons           | 15-25, 27-25, 18-25, 21-25       |
| 4ª giornata - 11 ottobre 2020 Palazzetto dello Sport, San Giovanni in Marignano | Adolfo Consolini    | 3 - 0 | Montecchio Maggiore  | 26-24, 28-26, 25-18              |
| 5ª giornata - 14 ottobre 2020 PalaCollodi, Montecchio Maggiore                  | Montecchio Maggiore | 0 - 3 | Soverato             | 17-25, 19-25, 20-25              |
| 6ª giornata - 18 ottobre 2020 PalaCollodi, Montecchio Maggiore                  | Montecchio Maggiore | 3 - 2 | Libertas Martignacco | 25-22, 15-25, 16-25, 25-19, 15-8 |
| 7ª giornata - 25 ottobre 2020 PalaCosta, Ravenna                                | Olimpia Teodora     | 3 - 1 | Montecchio Maggiore  | 25-19, 23-25, 25-23, 25-23       |
| 9ª giornata - 28 dicembre 2020 PalaFontescodella, Macerata                      | Helvia Recina       | 3 - 0 | Montecchio Maggiore  | 25-23, 25-19, 25-21              |

#### Girone di ritorno
| 10ª giornata - 30 dicembre 2020 PalaCesari, Cutrofiano              | Cutrofiano           | 3 - 1 | Montecchio Maggiore | 22-25, 25-16, 25-18, 25-18 |
| 11ª giornata - 22 novembre 2020 PalaCollodi, Montecchio Maggiore    | Montecchio Maggiore  | 0 - 3 | Megavolley          | 18-25, 9-25, 23-25         |
| 12ª giornata - 29 novembre 2020 Palestra comunale, Talmassons       | Talmassons           | 3 - 1 | Montecchio Maggiore | 25-23, 15-25, 25-16, 25-20 |
| 13ª giornata - 5 dicembre 2020 PalaCollodi, Montecchio Maggiore     | Montecchio Maggiore  | 0 - 3 | Adolfo Consolini    | 23-25, 23-25, 21-25        |
| 14ª giornata - 14 febbraio 2021 PalaScoppa, Soverato                | Soverato             | 3 - 0 | Montecchio Maggiore | 28-26, 25-16, 25-18        |
| 15ª giornata - 13 dicembre 2020 Palazzetto dello sport, Martignacco | Libertas Martignacco | 3 - 1 | Montecchio Maggiore | 23-25, 25-20, 25-20, 25-19 |
| 16ª giornata - 20 dicembre 2020 PalaCollodi, Montecchio Maggiore    | Montecchio Maggiore  | 0 - 3 | Olimpia Teodora     | 21-25, 25-27, 20-25        |
| 18ª giornata - 31 gennaio 2021 PalaCollodi, Montecchio Maggiore     | Montecchio Maggiore  | 0 - 3 | Helvia Recina       | 22-25, 23-25, 27-29        |

### Pool salvezza

#### Girone di andata
| 1ª giornata - 28 febbraio 2021 PalaCollodi, Montecchio Maggiore | Montecchio Maggiore | 0 - 3 | Hermaea             | 20-25, 13-25, 20-25               |
| 2ª giornata - 7 marzo 2021 Palazzetto San Luigi, Busto Arsizio  | Futura Giovani      | 3 - 1 | Montecchio Maggiore | 28-30, 25-21, 25-22, 25-20        |
| 3ª giornata - 14 marzo 2021 PalaCollodi, Montecchio Maggiore    | Montecchio Maggiore | 3 - 1 | Montale             | 23-25, 25-20, 25-21, 25-22        |
| 4ª giornata - 17 marzo 2021 Centro Pavesi, Milano               | Club Italia         | 2 - 3 | Montecchio Maggiore | 23-25, 22-25, 25-16, 29-27, 12-15 |
| 5ª giornata - 24 marzo 2021 PalaCollodi, Montecchio Maggiore    | Montecchio Maggiore | 0 - 3 | CUS Torino          | 19-25, 17-25, 23-25               |

#### Girone di ritorno
| 6ª giornata - 27 marzo 2021 Palestra Comunale, Golfo Aranci        | Hermaea             | 3 - 0 | Montecchio Maggiore | 25-20, 25-12, 25-22               |
| 7ª giornata - 4 aprile 2021 PalaCollodi, Montecchio Maggiore       | Montecchio Maggiore | 3 - 1 | Futura Giovani      | 15-25, 25-18, 26-24, 25-21        |
| 8ª giornata - 11 aprile 2021 Palestra Magagni, Castelnuovo Rangone | Montale             | 1 - 3 | Montecchio Maggiore | 25-20, 21-25, 13-25, 22-25        |
| 9ª giornata - 28 aprile 2021 PalaCollodi, Montecchio Maggiore      | Montecchio Maggiore | 2 - 3 | Club Italia         | 25-22, 22-25, 25-23, 22-25, 12-15 |
| 10ª giornata - 21 aprile 2021 PalaRuffini, Torino                  | CUS Torino          | 3 - 2 | Montecchio Maggiore | 17-25, 25-22, 25-19, 18-25, 20-18 |